# カザフスタンの大統領
カザフスタンの大統領（カザフスタンのだいとうりょう、カザフ語: Қазақстан Республикасының Президенті）は、カザフスタン共和国の元首たる大統領である。

## 概要
直接投票で過半数の得票を獲得した候補者を選出する。任期は1期7年で再選禁止。カザフスタン共和国軍の最高指揮官も務める。

## 大統領の一覧
| カザフ・ソビエト社会主義共和国 |                                                                      |                           |                               |                                |                                |             |          |
| 代                             | 大統領                                                               | 大統領                    | 所属政党                      | 期                             | 在任期間                       | 在任期間    | 備考     |
| 001                            | ヌルスルタン・ナザルバエフ Нұрсұлтан Назарбаев Nursultan Nazarbayev  |                           | カザフスタン共産党 （KCP）    | 1                              | 1990年4月24日 - 1991年8月28日  | 1年 + 221日 |          |
| 0(1)                           | ヌルスルタン・ナザルバエフ Нұрсұлтан Назарбаев Nursultan Nazarbayev  | 無所属                    | 1991年8月28日 - 1991年12月1日 | 1                              | 離党                           | 1年 + 221日 |          |
| 0(1)                           | ヌルスルタン・ナザルバエフ Нұрсұлтан Назарбаев Nursultan Nazarbayev  | 無所属                    | 2                             | 1991年12月1日 - 1991年12月16日 |                                | 1年 + 221日 |          |
| カザフスタン共和国             |                                                                      |                           |                               |                                |                                |             |          |
| 代                             | 大統領                                                               | 大統領                    | 所属政党                      | 期                             | 在任期間                       | 在任期間    | 備考     |
| 0(1)                           | ヌルスルタン・ナザルバエフ Нұрсұлтан Назарбаев Nursultan Nazarbayev  |                           | 無所属                        | 1                              | 1991年12月16日 - 1999年4月29日 | 27年 + 94日 | 任期延長 |
| 0(1)                           | ヌルスルタン・ナザルバエフ Нұрсұлтан Назарбаев Nursultan Nazarbayev  | オタン （Otan）           | 2                             | 1999年4月29日 - 2005年12月4日  | 大統領選挙の繰上               | 27年 + 94日 |          |
| 0(1)                           | ヌルスルタン・ナザルバエフ Нұрсұлтан Назарбаев Nursultan Nazarbayev  | オタン （Otan）           | 3                             | 2005年12月4日 2006年12月22日   | 大統領選挙の繰上               | 27年 + 94日 |          |
| 0(1)                           | ヌルスルタン・ナザルバエフ Нұрсұлтан Назарбаев Nursultan Nazarbayev  | ヌル・オタン （Nur Otan） | 3                             | 2006年12月22日 - 2011年4月4日  | 党名変更                       | 27年 + 94日 |          |
| 0(1)                           | ヌルスルタン・ナザルバエフ Нұрсұлтан Назарбаев Nursultan Nazarbayev  | ヌル・オタン （Nur Otan） | 4                             | 2011年4月4日 - 2015年4月29日   | 大統領選挙の繰上               | 27年 + 94日 |          |
| 0(1)                           | ヌルスルタン・ナザルバエフ Нұрсұлтан Назарбаев Nursultan Nazarbayev  | ヌル・オタン （Nur Otan） | 5                             | 2015年4月29日 - 2019年3月20日  | 任期満了前に辞任               | 27年 + 94日 |          |
| 002                            | カシムジョマルト・トカエフ Қасым-Жомарт Тоқаев Kassym-Jomart Tokayev |                           | 5                             | ヌル・オタン （Nur Otan）      | 2019年3月20日 - 2019年6月12日  | 6年 + 83日  |          |
| 002                            | カシムジョマルト・トカエフ Қасым-Жомарт Тоқаев Kassym-Jomart Tokayev | 6                         | 2019年6月12日 - 2022年3月1日  | ヌル・オタン （Nur Otan）      | 大統領選挙の繰上               | 6年 + 83日  |          |
| 002                            | カシムジョマルト・トカエフ Қасым-Жомарт Тоқаев Kassym-Jomart Tokayev | 6                         | アマナト （AMANAT）           | 2022年3月1日 - 2022年11月25日  | 党名変更                       | 6年 + 83日  |          |
| 0(2)                           | カシムジョマルト・トカエフ Қасым-Жомарт Тоқаев Kassym-Jomart Tokayev | 無所属                    | 7                             | 2022年11月26日 - （現職）      |                                | 6年 + 83日  |          |

## 過去の制度の変遷
1995年4月に大統領任期を延長し、2000年12月までとしたが、同年8月には新憲法草案（1995年憲法）が国民投票にかけられ、圧倒的賛成で可決された。この1995年憲法はカザフスタンを大統領制国家であると規定し、大統領に大幅な権限を与えた。
2007年に憲法が改正される前の任期は7年であった。3選禁止の規定があるが、初代大統領であるヌルスルタン・ナザルバエフには再選制限の規定は適用されず、2019年に任期途中で辞任するまで大統領の地位にあった
2022年に憲法が改正、初代大統領のナザルバエフの特別な地位に関する条文が削除された。